# Victor Muller
Victor Roberto Muller (Amsterdam, 13 september 1959) is een Nederlandse ondernemer die kapitaal vergaarde onder meer met het bergings- en zeesleepbedrijf Bureau Wijsmuller en het kledingmerk McGregor. Bekendheid verwierf hij als een van de twee stichters van het handgemaakte-sportautomerk Spyker Cars (samen met Maarten de Bruijn).

## Loopbaan
Muller rondde zijn studie rechten aan de Rijksuniversiteit Leiden af in 1984. Hij begon zijn carrière in 1984 als advocaat bij Caron & Stevens / Baker & McKenzie te Amsterdam. In 1989 werd hij lid van het managementteam van  het offshore bedrijf Heerema in Leiden. Via een managementbuy-out door een syndicaat waarvan hij deel uitmaakte, werd hij mede-eigenaar van bergings- en zeesleepbedrijf Wijsmuller te IJmuiden. Vanaf 1992 leidde hij verschillende bedrijven waaronder Emergo Mode Groep BV waarmee hij uit de boedel van het failliete Amerikaanse kledingbedrijf McGregor de gerenommeerde merknaam kocht en dit op succesvolle wijze nieuw leven inblies. Emergo werd vervolgens onder de naam McGregor Fashion Group NV naar de beurs gebracht.
In 1999 verkreeg hij de rechten op het gebruik van het in 1926 ter ziele gegane Nederlandse automerk Spyker, dat hij nieuw leven in wilde blazen met de fabricage van exclusieve sportauto's. In 2000 was Spyker Cars een feit. Als CEO van het bedrijf is hij verantwoordelijk voor het uitvoeren van de strategie van Spyker.

### Faillissement Saab
Muller werd in 2011 ook de voorzitter (CEO) van Swedish Automobile, het bedrijf dat werd gevormd na de overname van Saab Automobile door Spyker Cars in 2010. Saab Automobile ging in december 2011 failliet; in april 2012 bleek dat het bedrijf een schuld naliet van meer dan 1 miljard euro na aftrek van de waarde van de bezittingen. De Zweedse journalist Jens B Nordström publiceerde in 2011 een biografie van Victor Muller in het Zweeds, genaamd "Cirkus Muller".
Muller verklaarde in augustus 2012 dat Spyker een claim zou neerleggen bij General Motors met betrekking tot het faillissement van Saab.
Muller zei: "Sinds wij in december 2011 werden gedwongen om het faillissement van Saab Automobile aan te vragen, hebben we continu gewerkt aan de voorbereiding van een rechtszaak waarin we compensatie eisen ten gevolge van de onrechtmatige acties door General Motors". In juni 2013 wees een Amerikaanse federale rechter de claim van 3 miljard dollar af: "General Motors had het contractuele recht om de voorgestelde transactie goed dan wel af te keuren," en  "De rechtbank verwerpt de eis," en zei dat Spyker in de overeenkomst met General Motors, toen het Saab kocht, akkoord was gegaan met het feit dat General Motors de controle had over een verandering van eigendom.
De Zweedse justitie gaf begin 2016 aan Muller te willen vervolgen op verdenking van het ontduiken van belastingen ten tijde van zijn bemoeienis met Saab. Ruim een jaar later volgde  
vrijspraak in die zaak.

### Faillissement Spyker
Op 2 december 2014 kreeg Spyker NV uitstel van betaling van de rechtbank omdat er een geldtekort was. Muller verklaarde: "Wij denken hier sterker uit te komen als een innovatiever bedrijf en zijn goed gepositioneerd om te kunnen groeien en winst te maken" en "We zijn allemaal toegewijd om van deze financiële herstructurering een succes te maken."
Muller onderhandelde tevergeefs met een buitenlandse partner. De door de rechtbank benoemde bewindvoerder zag daarom voor het bedrijf geen kans om op termijn weer gezond te worden en verzocht daarom veertien dagen later omzetting van de surseance in faillissement. Het bedrijf werd daarop door de rechtbank Midden-Nederland failliet verklaard. Dit gold zowel voor Spyker N.V., Spyker Automobielen B.V. en Spyker Events & Branding B.V.. Muller reageerde hierop met: "In 2000 was ons doel om een sportwagenfabrikant op te zetten met een wereldwijde distributie, en dat hebben we bereikt. Door de jaren heen hebben we een aantal uitdagende activiteiten opgezet. Die hebben hun sporen op het bedrijf nagelaten, wat heeft bijgedragen aan de neergang." en "Geen van de ambities die wij hadden toen wij Spyker vijftien jaar geleden oprichtten, zijn door de gebeurtenissen van vandaag verdwenen" en "Om Churchill te quoten: this is not the end. It is not even the beginning of the end. But it is, perhaps, the end of the beginning, wat mij betreft. Ik zal me inspannen om Spyker zo snel mogelijk weer uit de as te laten herrijzen. Dit wil ik doen middels een fusie met een fabrikant van elektrische vliegtuigen. Zodoende wil ik revolutionaire Spykers met een elektrische aandrijflijn ontwikkelen."
Muller stelde hoger beroep in van de beslissing om de surseance om te zetten in faillissement en vond intussen derden bereid om een bedrag van 4,3 miljoen euro te fourneren. Op 29 januari 2015 werd door het gerechtshof Arnhem-Leeuwarden de omzetting in faillissement in hoger beroep teruggedraaid. In de hierdoor herleefde surseance van betaling werd vervolgens een akkoord bereikt met de schuldeisers. Op 11 juni 2015 eindigde door homologatie van dit akkoord de surseance van betaling. Spyker NV heeft laten weten verder te gaan met de ontwikkeling van luxe sportwagens en elektrische auto's.
Spyker Services verzorgde de aftersales aan de eigenaren van de Spyker sportauto's die in het verleden werden gebouwd. In 2019 meldde Omroep Flevoland betalingsproblemen bij dochterbedrijf Spyker Services, dat de huur voor zijn opslagloods in Zeewolde niet had voldaan. Op vrijdag 20 maart 2020 werd het bedrijf failliet verklaard, volgens zakenblad Quote na een aanvraag door de Belastingdienst. In maart 2023 eist de curator van Spyker Services 3,1 miljoen euro van Muller. Vóór het faillissement heeft het Britse bedrijf Spyker Ltd, waarmee Muller de activiteiten van de sportwagenbouwer wil voortzetten, ten onrechte activa uit de boedel onttrokken.
- International Standard Name Identifier: 0000 0004 3958 6491
- Library of Congress Control Number: n2014041689
- LIBRIS: 344167
- Virtual International Authority File: 171112875
- WorldCat: E39PBJxMrbM7rJF8GqRjt8Rh73